# Francesco Bolzoni
Francesco Bolzoni (* 7. Mai 1989 in Lodi) ist ein italienischer Fußballspieler. Er spielt auf der Position des defensiven Mittelfeldspielers.

## Karriere

### Im Verein
Francesco Bolzoni begann seine Karriere bei San Colombano al Lambro, ehe er sich Inter Mailands Jugendakademie anschloss. Er hat in jeder Jugendakademie, von der Esordienti (U-13) bis hin zur Inter Mailand Primavera (U-20), gespielt. Während der Saison 2006/07 war er ein Teil der siegreichen Inter Mailand Primavera, die die Italienische Meisterschaft gewann.
Sein Debüt für die erste Mannschaft Inters gab Bolzoni am 1. Februar 2007 in der Coppa Italia, als er 26 Minuten gegen Sampdoria Genua spielte. Am 19. September 2007 wurde er zum ersten Mal für den Champions-League-Kader gegen Fenerbahçe Istanbul ausgewählt, jedoch nicht eingesetzt. Im nächsten Spiel wurde er jedoch eingesetzt und zwar als Ersatz für Santiago Solari in der 70. Minute gegen PSV Eindhoven. Am 12. Dezember 2007 stand der Mittelfeldspieler zum ersten Mal in der Stammelf, erneut gegen PSV Eindhoven und spielte die kompletten 90 Minuten. Francesco Bolzoni verlängerte im Juli 2008 seinen Vertrag mit Inter Mailand bis zum 30. Juni 2012. Das Spiel endete mit einem 1:0-Sieg für Inter Mailand. Am 24. Mai 2009 spielte Bolzoni erstmals in der Serie A, der höchsten italienischen Spielklasse, gegen Cagliari Calcio.
Kurz darauf wurde er als Teil des Transfergeschäfts zwischen Inter Mailand und dem CFC Genua, bei dem Thiago Motta zu den „Nerazzurri“ wechselte, zusammen mit Leonardo Bonucci und Riccardo Meggiorini nach Genua abgegeben. Am 17. August 2009 wurde Bolzoni, ohne ein Pflichtspiel für Genua absolviert zu haben, bis zum Saisonende an den Zweitligisten Frosinone Calcio verliehen. Im Saisonverlauf sicherte er sich einen festen Platz in der Mannschaft unter Cheftrainer Francesco Moriero.
Auch unter seinem Nachfolger Guido Carboni, der am 26. April 2010 das Amt des Cheftrainers bei Frosinone übernahm, sicherte sich der Mittelfeldakteur einen Stammplatz.
Nach Ablauf der Leihfrist folgte im Juli 2010 erneut ein Wechsel auf Leihbasis, als sich Bolzoni bis zum Saisonende 2010/11 der AC Siena anschloss. Mit Siena stieg er in die Serie A auf.

### In der Nationalmannschaft
Am 21. November 2007 absolvierte er sein Debüt für die italienische U-21-Nationalmannschaft gegen die Färöer. Zuvor war Bolzoni in der italienischen U-17, U-18 und U-20-Auswahl aktiv.

## Erfolge/Titel
- Italienischer Meister: 2009
- Torneo di Viareggio: 2008
- Italienischer U-20-Meister: 2007/08
- Italienischer Zweitligameister: 2013/14